# Merlin Schütte
Merlin Schütte (* 10. Mai 1996 in Rheine) ist ein deutscher Fußballspieler.

## Karriere
Merlin Schütte spielte ab seinem zwölften Lebensjahr in der Jugendabteilung des FC Twente Enschede in den benachbarten Niederlanden. Für Jong Twente debütierte er 2014 in der zweitklassigen Eerste Divisie. Ab der Saison 2014/15 gehörte er zum Stammkader und kam in 34 Spielen auf fünf Tore. Nach einem weiteren Jahr in Enschede wechselte er zur Spielzeit 2016/17 wieder nach Deutschland zum Fünftligisten SuS Neuenkirchen, mit dem er aus der Oberliga Westfalen abstieg. Zur Saison 2018/19 folgte sein Wechsel zum Oberligisten SC Spelle-Venhaus. Trotz einer überaus erfolgreichen Saison mit 17 Toren in 29 Einsätzen verließ er den Klub am Saisonende wieder. Schütte blieb zunächst vereinslos, bis er sich im Oktober 2019 seinem Jugendverein SV Mesum anschloss.